# 真子康佑
真子 康佑（まなご こうゆう、1998年9月14日 - ）は、日本の元男子バレーボール選手である。

## 来歴
愛知県岡崎市出身。10歳のときに家族の影響を受けてバレーボールを始める。
星城高等学校、東海大学を経て、2020年10月、V.LEAGUE DIVISION1(V1)に所属する東レアローズの内定選手になったと発表され、2021年、大学を卒業してから東レに入団した。
2021-22シーズン、V1リーグにて、2022年1月23日のVC長野トライデンツ戦、藤井直伸の離脱に重なり、第2セッターの酒井啓輔も体調が崩れたため、急遽スタメンに抜擢される。正確なトスを両サイドに展開し、フル出場でチームの勝利に貢献した。翌24日のVC長野戦では自身のスタメン出場と同時に同期の難波尭弘も初めてスタメン出場を果たし、ルーキーコンビで流れを呼びストレート勝ちに貢献した。
2024年4月4日、第72回黒鷲旗全日本男女選抜バレーボール大会をもって現役を引退すると発表された。現役引退後はマネージャーとして引き続き東レアローズに携わる。

## 所属チーム
- 星城高等学校（2014-2017年）
- 東海大学 （2017-2021年）
- 東レアローズ（2021-2024年）